# Jarkon

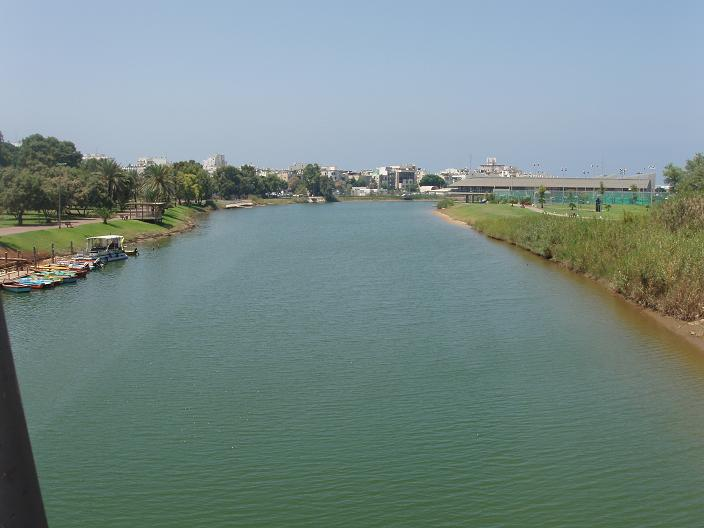
De Jarkon

De Jarkon (Hebreeuws: ירקון) is een rivier in de kuststreek van Israël. De rivier ontspringt bij Rosj Ha'ajien en stroomt langs de steden Petach Tikwa en Bene Berak, door Tel Aviv naar de Middellandse Zee.
De lengte van de rivier is 27,5 km. De rivier meandert over een luchtafstand van 15 km. De hoogte van de rivier aan het begin is 17 meter, wat de gemiddelde stroomwaartse daling op 0,6 promille brengt.
De rivier is een bron van inspiratie voor het Hebreeuwse lied en komt ook in vele speelfilms voor. Bijvoorbeeld, de populaire Israëlische zanger en tekstdichter Arik Einstein heeft meerdere liedjes opgenomen over de Jarkon.

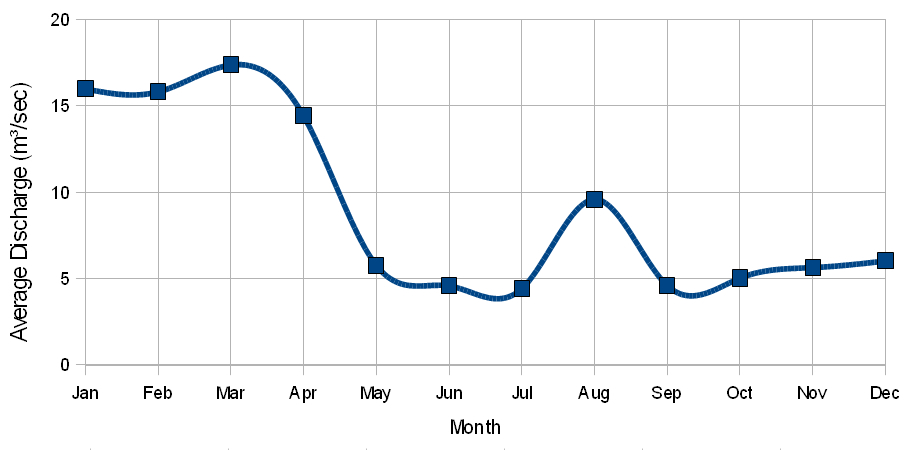
Debiet, maandelijks gemiddelde (1969–1975)
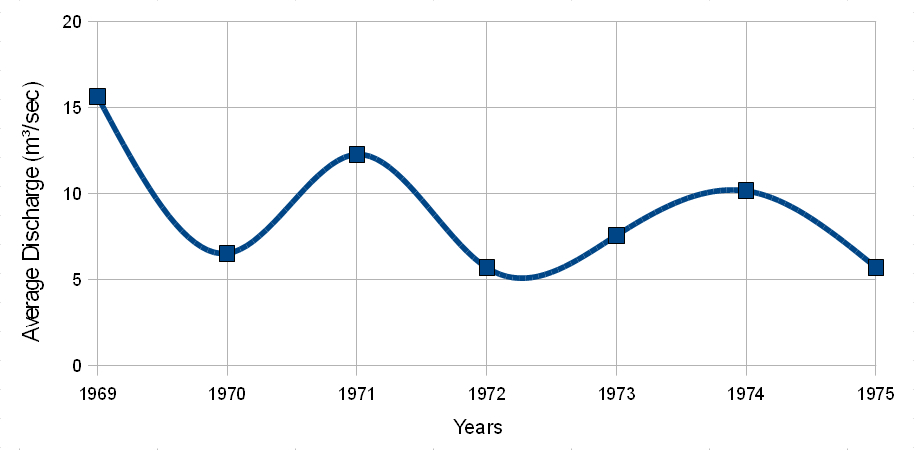
Debiet, jaarlijks gemiddelde (1969–1975)

- Bibliothèque nationale de France: cb16642283d (data)
- Gemeinsame Normdatei: 4365346-7
- Library of Congress Control Number: sh85149020
- Nationale Bibliotheek van Israël: 987007531842205171
- Système universitaire de documentation: 235525987
- Virtual International Authority File: 315127705
- WorldCat: E39PBJvmHrWH9vtrPBGkkyTGpP